# Monstera glaucescens
Monstera glaucescens — квіткова рослина з роду Монстера родини ароїдних (Araceae).

## Розповсюдження
Він походить з південного сходу Нікарагуа до північно-західної Колумбії.